# Muammer Demir
Muammer Demir (* 17. Februar 1995) ist ein türkischer Leichtathlet, der sich auf den Weitsprung spezialisiert hat.

## Sportliche Laufbahn
Erste internationale Erfahrungen sammelte Muammer Demir im Jahr 2013, als er bei den Junioreneuropameisterschaften in Rieti mit der türkischen 4-mal-100-Meter-Staffel mit 40,92 s in der Vorrunde. 2015 belegte er bei den U23-Europameisterschaften in Tallinn mit 7,65 m den siebten Platz im Weitsprung und erreichte anschließend bei den Balkan-Meisterschaften in Pitești mit 7,43 m Rang acht. 2016 gewann er dann bei den Balkan-Hallenmeisterschaften in Istanbul mit 7,76 m die Silbermedaille und wurde anschließend bei den U23-Mittelmeermeisterschaften in Tunis mit 7,16 m Achter. Im Jahr darauf schied er bei den U23-Europameisterschaften in Bydgoszcz mit 7,26 m in der Qualifikation aus und 2018 belegte er bei den Balkan-Meisterschaften in Stara Sagora mit 7,52 m den vierten Platz. 2019 wurde er bei den Balkan-Hallenmeisterschaften in Istanbul mit 7,42 m Achter und im Jahr darauf erreichte er bei den Hallenmeisterschaften mit 7,32 m Rang elf, ehe er bei den Freiluftmeisterschaften in Cluj-Napoca mit 7,40 m auf Rang acht landete, wie auch bei den Balkan-Hallenmeisterschaften 2021 in Istanbul mit 7,25 m. Bei den Freiluftmeisterschaften in Smederevo gelangte er mit 7,17 m auf Rang elf. 2022 wurde er bei den Balkan-Hallenmeisterschaften in Istanbul mit 7,55 m Vierter.
2020 wurde Demir türkischer Meister im Weitsprung im Freien sowie 2016 und von 2019 bis 2022 auch in der Halle.

## Persönliche Bestleistungen
- Weitsprung: 7,75 m (+1,9 m/s), 7. Juli 2018 in Bursa
  - Weitsprung (Halle): 7,81 m, 2. Februar 2019 in Istanbul